# Elachyophtalma goliathina
Elachyophtalma goliathina är en fjärilsart som beskrevs av Rothschild 1920. Elachyophtalma goliathina ingår i släktet Elachyophtalma och familjen silkesspinnare. Inga underarter finns listade i Catalogue of Life.